# Мать его жены
«Мать его жены» (англ. His Wife's Mother) — американский короткометражный комедийный фильм Дэвида Уорка Гриффита.

## Сюжет
Свекровь Джонса запрещает ему употреблять алкоголь и курить. Его это не устраивает и он решает напоить её...

## В ролях
| Актёр            | Роль              |
| ---------------- | ----------------- |
| Джон Р. Кампсон  | мистер Джонс      |
| Флоренс Лоуренс  | миссис Джонс      |
| Дороти Уэст      | горничная         |
| Анита Хендри     | мать миссис Джонс |
| Линда Арвидсон   |                   |
| Флора Финч       |                   |
| Роберт Херрон    |                   |
| Чарльз Инсли     | официант          |
| Артур В. Джонсон |                   |
| Дэвид Майлз      |                   |